# ریشارت تراوتمان
ریشارت تراوتمان (آلمانی: Richard Trautmann؛ زادهٔ ۷ فوریه ۱۹۶۹) جودوکار اهل آلمان بود.
وی در مسابقات کشوری و بین‌المللی در مجموع برندهٔ ۳ مدال برنز شده‌است.